# فرودگاه آبی جزیره سینت والران
فرودگاه آبی جزیره سینت والران (به انگلیسی: St. Waleran Island Water Aerodrome) یک فرودگاه همگانی است که یک باند فرود آب دارد. این فرودگاه در کشور کانادا قرار دارد و در ارتفاع ۱۷۷ متری از سطح دریا واقع شده است.